# George Darwin
George Howard Darwin (født 9. juli 1845 i Down House, Kent, død 7. december 1912) var en engelsk matematiker og astronom. Han var søn af Charles Darwin. 
Darwin studerede i Cambridge, hvor han 1868 blev Fellow of Trinity College. Han gik derpå til London for at studere jura, men vendte 1873 tilbage til Cambridge for at genoptage sine matematiske og astronomiske studier og blev 1883 professor i astronomi i Cambridge. 1885-1905 var Darwin medlem af Council of Meteorological Office og fra 1905 af Meteorological Committee. Fra 1898 var Darwin Englands repræsentant i den internationale jordmåling. 1899-1900 var han præsident i Royal Astronomical Society og 1905 præsident ved British Associations møde i Cape Town og Johannesburg. Darwin er 
mest bekendt ved sine teoretiske arbejder over tidevandet og dets indflydelse på himmellegemernes form og bevægelse. Sine videnskabelige afhandlinger har han samlet i Scientific Papers I-V (1907-16). Af andre arbejder nævnes The Tides and kindred Phenomena in the Solar System (1898, tysk udgave Ebbe und Fluth 1902).